# آبشار مدیسون کریک
آبشار مدیسون کریک (به انگلیسی: Madison Creek Falls) آبشاری است که در ایالات متحده آمریکا واقع شده و ارتفاع کلی ریزشگاه آن ۵۰ پا است.